# Lilong (Thoubal)
Lilong (Thoubal) là một thị xã và là một nagar panchayat của quận Thoubal & Imphal West thuộc bang Manipur, Ấn Độ.

## Nhân khẩu
Theo điều tra dân số năm 2001 của Ấn Độ, Lilong (Thoubal) có dân số 20.267 người. Phái nam chiếm 50% tổng số dân và phái nữ chiếm 50%. Lilong (Thoubal) có tỷ lệ 58% biết đọc biết viết, thấp hơn tỷ lệ trung bình toàn quốc là 59,5%: tỷ lệ cho phái nam là 69%, và tỷ lệ cho phái nữ là 47%. Tại Lilong (Thoubal), 22% dân số nhỏ hơn 6 tuổi.